# Elezioni parlamentari in Corea del Nord del 1998
Le elezioni parlamentari in Corea del Nord del 1998 si tennero il 26 luglio per il rinnovo dell'Assemblea popolare suprema. Venne presentato un solo candidato in ciascuna circoscrizione, con tutti i candidati selezionati dal Partito del Lavoro di Corea, sebbene alcuni parteciparono sotto il simbolo di altri partiti o di altre organizzazioni statali per dare un'apparenza di democrazia.
Secondo la KCNA, l'agenzia di stampa statale nordcoreana, l'affluenza fu del 99,85%, con il 100% dei voti a favore dei candidati presentati. Il dittatore Kim Jong-il venne eletto nella circoscrizione n° 666.
Le elezioni furono in ritardo di 3 anni, dopo l'ultima del 1990. Le elezioni previste per il 1995 vennero annullate a causa di un periodo di lutto instaurato dopo la morte di Kim Il-sung. Nella sua 1ª sessione del 5 settembre 1998, il neoeletto parlamento modificò le leggi per riflettere la successione di Kim Jong-il.

## Risultati
| Coalizione                                            | Liste     | Liste                              | Voti      | %     | Seggi |
| ----------------------------------------------------- | --------- | ---------------------------------- | --------- | ----- | ----- |
| Fronte Democratico per la Riunificazione della Patria |           | Partito del Lavoro di Corea        |           | 100   | 594   |
| Fronte Democratico per la Riunificazione della Patria |           | Partito Socialdemocratico di Corea |           | 100   | 53    |
| Fronte Democratico per la Riunificazione della Patria |           | Partito Chondoista Chongu          |           | 100   | 23    |
| Fronte Democratico per la Riunificazione della Patria |           | Chongryon                          |           | 100   | 7     |
| Fronte Democratico per la Riunificazione della Patria |           | Indipendenti                       |           | 100   | 10    |
| Totale                                                | Totale    | Totale                             |           | 100   | 687   |
| Affluenza                                             | Affluenza | Affluenza                          | Affluenza | 99,85 |       |
| Fonte:                                                |           |                                    |           |       |       |